# الصرع والوظيفة

## الصرعوالوظيفة
الصرع يمكن أن يؤثر على العمل لأسباب مختلفة. الكثير من أصحاب العمل يرفضون توظيف  الشخص المصاب بالصرع، حتى لو أنه يستطيع التحكم بالنوبات أثناء عمله من خلال تناول الأدوية. إذا كان الموظفون يعانون من نوبات أثناء عملهم  فقد يضروا أنفسهم(  لكن نادرا ما يكونون خلاف ذلك الاعتقاد الشائع). إعتمادا على طبيعة العمل أصحاب العمل غير مستعدين لتحمل أي تكاليف مالية ناتجة عن توظيف شخص مصاب  بالصرع، بمعنى ذلك تكاليف التأمين مثل: الإجازة المرضية المدفوعة. الكثير من الناس الذين يتحكمون بنوباتهم من خلال الأدوية يعانون من أثار جانبية لاسيما النعاس الذي  قد يؤثر على أدائهم الوظيفي. لذلك هناك  العديد من القوانين تحظر أو تقيد الأشخاص المصابين بالصرع من أداء واجبات معينة لاسيما القيادة أو تشغيل الآلات الخطرة، بالتالي الوظائف المتاحة للأشخاص المصابين بالصرع تقل وأيضا يمنع الأشخاص المصابين بالصرع من الإنضمام للقوات المسلحة على الرغم من أنهم يعملون في بعض المواقع العسكرية المدنية . في الولايات المتحدة، قضايا العمالة هي مسؤولة عن 85%  من تكلفة اثار الصرع على المجتمع. ومتوسط الدخل أي نسبة الأشخاص المصابين الصرع هو 98من كافة أفراد المجتمع  ونسبة البطالة للأشخاص المصابين بالصرع يتراوح ما بين 25% و 69% و إن معدل خريجي الثانوية هو 64% مقارنة بالمعدل الوطني الشامل من 28%

## المشكلات
المشكلات التالية التي يوجهها الأشخاص المصابين بالصرع  خلال بحثهم عن العمل وأدائهم الوظيفي:

## الحرمان من العمل
بموجب القانون، أي من الناحية القانونية وبموجب لوائح الشركة، أو بالحس السليم، يمنع  الاشخاص المصابين بالصرع من اداء الأعمال فإن ذلك يقلل من فرص العمل المتاحة لطالب العمل.
فإنهم ممنوعين من القيادة حسب قانون البلاد التي يقيمون فيها ووايضا لا يمكنهم  تأدية أي عمل يتضمن تشغيل المركبات الألية حتى لو سمح للمرضى بقيادة مركباتهم، تمنعهم القوانين المحلية والوطنية من القيادة لأغراض معينة في العمل مثل الحصول على رخصة قيادة تجارية أو قيادة حافلة مدرسية أو كونه مهندس للقطار ( حتى لو كان الشخص ليس لدية نوبات في فترة زمنية معينة لكنه لا يستطيع الشفاء منها نهائيا لكنه يبقى دون نوبات لمدة سنة دون تناول الأدوية
معظم الدول يمنعون الأشخاص الذين يعانون من النوبات من  التحليق بالطائرة، باستثناء الطائرات الخاصة مثل: الطائرات التجارية أو العسكرية أو أي من أنواع الطائرات النفاثة . المهن في مجال الطيران أو  في الفضاء مستبعدة جدا ( مرة أخرى الأشخاص لا يعانون من النوبات لفترات طويلة دون تناول أدوية وعادة لا تقل عن سنة في هذه الحالة يسمح له بالطيران وحتى الطائرات النفاثة إذا كانوا يستطيعون البقاء دون نوبات لمدة سنة على الأقل دون تناول مضادات لنوبات)

الوظائف التي تتضمن تشغيل الآلات الخطرة  قد تشكل خطرا على الأشخاص لمصابين بالصرع وايضا البناء والأعمال الصناعية.
العديد من الأماكن لديها قوانين تمنع الأشخاص المصابين بالصرع الذين يعانون من نوبات ولا يستطيعون السيطرة التامة عليها أثناء العمل في المناصب العليا التي تكون مسؤولة عن صحة ورفاهية الاخرين مثل ضباط الشرطة والمعلمين و العاملين في الرعاية الصحية .

## المخاطر المهنية
وهنا العديد من الخاطر التي يعاني منها الأشخاص المصابين بالصرع مثال على ذلك: نوباتهم التي يتحكمون فيها عن طريق تناول الأدوية في مكان عملهم الأشخاص الذين يعانون من نوبات شديدة يواجهون خطرا من حيث  تعرضهم لفقدان الوعي أو فقد السيطرة على العضلات، والأشخاص الذين لديهم  أثار جانبية يواجهون انخفاضا في مستوى تركيزهم أو  في  القدرة الجسدية. ومن بعض هذه المخاطر:
-  العمل بالقرب من أماكن تتواجد فيها المياه أ، خطوط كهرباء عالية الضغط أو الأماكن ذات  الارتفاعات العالية
-  العمل باستخدام الآلات والمعدات أو مواد كيميائية خطيرة أوالمواد التي تتطلب الحذر في استخدامها
-  الأشراف على اشخاص اخرين، حيث ان أي هفوة فيه قد تسبب خطرا

## وسائل النقل
وسائل النقل تكون محدودة في الأماكن التي يعمل فيها الشخص المصاب بالصرع حتى لو كان هذا الشخص قادرا على أداء  واجبات عمله بنفسه بأمان لأنهم لا يستطيعون القيادة والذهاب للعمل بأنفسهم.
بعض الأشخاص الذين يعانون من الصرع لا يستطيعون الذهاب بأمان باستخدام وسائل النقل العامة أو السفر لوحدهم بسبب النوبات وهذه النوبات تمنعهم من الوصل لمكان العمل  يكونون أيضا معرضين للخطر عند التنقل وانتظار وسائل النقل العامة وحتى  أثناء عبور الشارع.

## الوصمة
هذه الوصمة  تجعل الأمر أكثر صعوبة على الأشخاص المصابين بالصرع من الحصول على وظائف حتى لو تم التحكم التام بنوباتهم عن طريق تناول الأدوية وعلاج حالتهم بشكل تام  عن طريق الجراحة فإن العديد من أصحاب العمل  يترددون في  توظيف الاشخاص المصابين بالصرع
وفي قانون الولايات المتحدة، لا يشترط  على مقدم الطلب الكشف عن حالته لصاحب العمل إلا إذا كشف عن  حالته برغبته. ويسمح لصاحب العمل إلا بالسؤال ما إذا كان الموظف يحتاج إلى سكن خاص وما هو  نوعه.
إذا علم صاحب العمل بأن الشخص مصاب بالصرع بعد اتخاذ قرار توظيفه، فإن  صاحب العمل لا يسمع له قانونيا   التراجع عن توظيفيه إلا إذا كانت هذه المعلومة تشكل خطرا على صاحبها  ففي هذه الحالة يسمح لصاحب العمل  بأن يطلب من الموظف معلومات من الطبيب بخصوص حالته .
يشترط القانون الفيدرالي على وكالات الحكومة الفيدرالية وأصحاب العمل الذين يتلقون تمويلا فدراليا عدم التمييز في توظيف الشخص المصاب بالصرع ذا لم تكن الواجبات التي يؤديها  تشكل خطرا بسبب النوبات.

## السكن الخاص
الموظفين المصابين بالصرع قد يطلبون سكن خاص من أصحاب العمل على الرغم من انه مخالف للقانون، إلا ان بعض أصحاب العمل قد يشعرون بالتردد من تقديم سكن خاص. بعض الاحتياجات الخاصة تتضمن:
السلامة
-   دروع الوقاية حول قطع المعدات أو الاجهزة(التي يجيب اعتبارها قياسية لجميع العاملين)
-  السجاد على الخرسانة أو الارضيات الصلبة
الساعات
-فترات راحة اضافية للشخص الذي يشعر بالنعاس والتعب نتيجة لحالته
-فترات راحة طويلة تكون بعد حدوث النوبات
-  أيام الإجازة من العمل في حالة الحاجة إلى تحصيل أطول

## النوبات أثناء العمل
وفقا لقانون الولايات المتحدة، يسمح لصاحب العمل أن يستفسر عن حالة الصرع التي يعاني منها الموظف  إذا كان يعاني من  نوبة واحدة أو أكثر أثناء العمل فقط  وإذا كانت تؤثر على السلامة والأداء الوظيفي. 
إذا كانت النوبات تهدد سلامة الاخرين يسمح لصاحب العمل  أن يطلب من الموظف أخذ إجازة غياب أو ندبه حتى يتم حل المشكلة.

## الصرع كإعاقة
اعتمادا على الخطورة، يمكن اعتبار الصرع إعاقة لأنه يجعل الوظيفة صعبة  ومستحيلة والأشخاص الذين يعانون من مجموعة متنوعة من الأسباب  والأشخاص الذين يعانون من النوبات ولا يستطيعون التحكم بنوباتهم  يكونون غير قادرين على أداء واجبات عملهم لأنهم يفقدون الوعي بسبب النوبات وأن هذه النوبات غالبا تجعل  الشخص متعب أثناء العمل ومن الممكن أن تضعف ذاكرة المريض. 
النوبات قد تشكل خطرا على الموظف أو على الأخرين إذا  فقد الموظف وعيه أثناء أداء عمله حتى لو يستطيع التحكم بنوبات عن طريق تناول الأدوية فإن لها اثار جانبية مثل النعاس أو التعب وهذا يجعل أداء العمل غير ممكنا أو مستحيلا
في الولايات المتحدة,  قانون الأمريكيين لذوي الإعاقة لا يحمي الأشخاص المصابين بالصرع من التمييز في التوظيف، وإدارة الضمان الإجتماعي هي وحدها من تعتبر الأشخاص المصابون بالصرع معاقين وبالتالي فهم مؤهلين لتلقي الإعانات إذا كانت حالتهم شديدة أو يحد من أداء الأنشطة الأساسية للحياة وقد يكون من الصعب العثور على الوظيفة أو أداء  العمل  فليس كل المصابين بالصرع مؤهلين للحصول على المدفوعات التي تقدمها الحكومة.
التأهيل ووثائق تخطيط الدماغ لتفاصيل النوبة لإدارة الضمان الإجتماعي
مطلوبة على الرغم من أن التشخيص العادي لا يمنع الإعانات ومذكرة النوبة  التي تتضمن وقت وتاريخ النوبات  وتأثير النوبة  أيضا مطلوبة، وقد يكون الشخص مؤهلا أيضا   إذا كانت النوبات لها اثار قوية  أو إذا كانت الأدوية المستخدمة لعلاج  الاضطراب له أثار جانبية تجعل الحصول على الوظيفة غير ممكنة أو صعبة.

## القوات المسلحة
العديد من الدول تمنع الشخاص المصابين بالصرع من الانضمام  إلى قواتهم المسلحة
في الولايات المتحدة، من أجل التسجيل في الخدمة العسكرية في الدور القتالي، يجب أن يكون الشخص سليما من النوبات منذ 5 سنوات ومتوقف عن تناول الأدوية وفي  المملكة المتحدة يمنع الأشخاص المصابين بالصرع تلقائيا من الالتحاق بالجيش العسكري